# Kevin Johnson (bokser)
Kevin Johnson (ur. 7 września 1979 w Asbury Park, New Jersey) – amerykański bokser wagi ciężkiej, pretendent do tytułu mistrza świata federacji WBC.

## Kariera amatorska
Kevin Johnson stoczył szesnaście amatorskich pojedynków, z czego czternaście wygrał, a dwie przegrał. Jego największym osiągnięciem była wygrana w turnieju Golden Gloves, w New Jersey.

## Kariera zawodowa
3 lutego 2003 Johnson zadebiutował na zawodowym ringu. W debiucie pokonał, w czwartej rundzie, przez techniczny nokaut Stanforda Brisbone'a.
17 czerwca 2004 Kevin Johnson niespodziewanie zremisował po czterech rundach, z niepokonanym wtedy Timurem Ibragimowem.
12 grudnia 2009 Johnson otrzymał szansę walki o tytuł mistrza świata wagi ciężkiej federacji WBC. Po dwunastu rundach uległ jednogłośnie na punkty, z broniącym pasa Witalijem Kliczką. Była to pierwsza porażka Amerykanina na zawodowym ringu.
20 czerwca 2012 Kevin Johnson wystąpił w brytyjskim turnieju Prizefighter. W ćwierćfinale, już pierwszej rundzie pokonał przez techniczny nokaut Noureddine'a Meddouna. Pojedynek półfinałowy stoczył z Albertem Sosnowskim, gdzie po dość kontrowersyjnym wyniku, zwyciężył Polaka niejednogłośnie na punkty (30:27, 29:28 i 28:29). W finale doznał porażki z Amerykaninem Torem Hamerem, ulegając jednogłośnie na punkty (28:29, 28:30 i 27:30).
20 grudnia 2013 Johnson przegrał jednogłośnie na punkty 94:98, 92:98 i 92:98, po dziesięciu rundach z Rumunem Christianem Hammerem (15-3, 10 KO).
30 maja 2015 w Londynie przegrał przez techniczny nokaut w drugiej rundzie z Brytyjczykiem Anthonym Joshuą (13-0, 13 KO), w dziesięciorundowym pojedynku o międzynarodowy tytuł WBC. Po pierwszej  porażce  przed czasem, Johnson ogłosił zakończenie kariery.
7 lipca 2018 we Fresno przegrał  jednogłośnie na punkty 91:99 i dwukrotnie 93:97 z  Meksykaninem Andym Ruizem Jr (31-1, 20 KO).
W 2024 roku otrzymał rosyjskie obywatelstwo.